# Clemente Orlandi

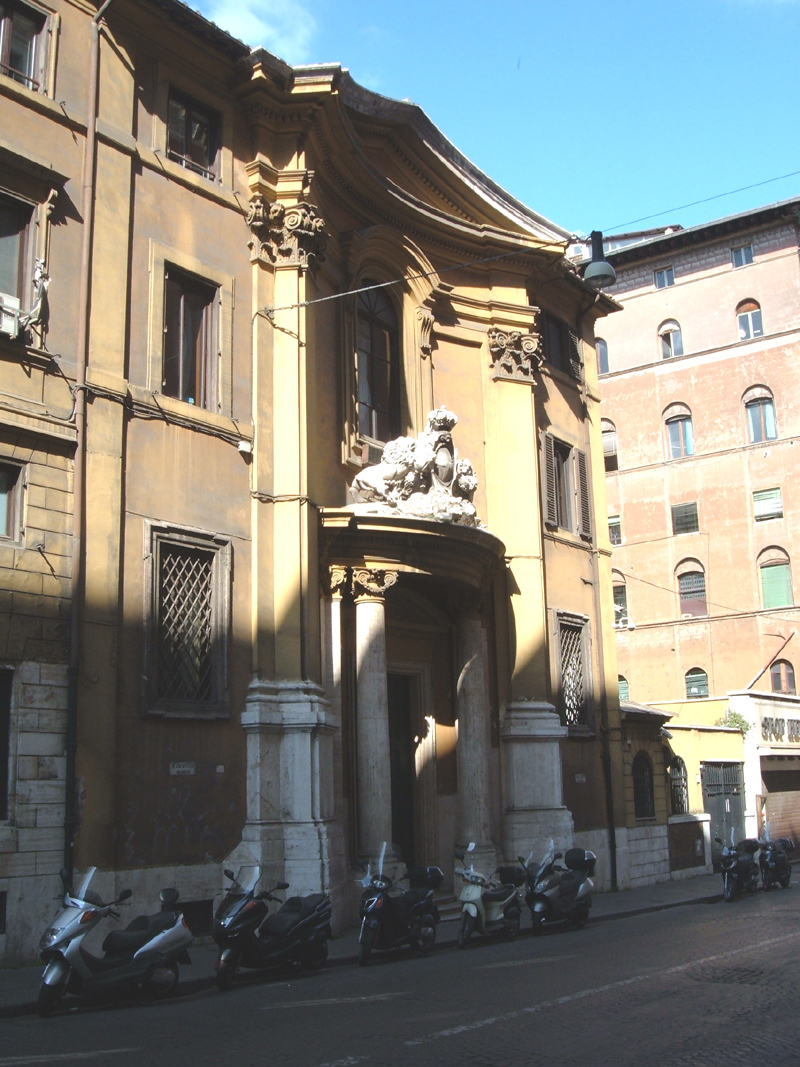
Kirche von San Paolo Primo Eremita in Rom

Clemente Orlandi (* 1694 in Rom; †  15. Mai 1775 ebendort) war ein italienischer Architekt und hauptsächlich im Latium aktiv.

## Leben
Orlandi wurde 1694 in Rom geboren, wo er auch seine Ausbildung erhielt. Am 12. Oktober 1732 erfolgte seine Aufnahme als Mitglied der Congregazioni dei Virtuosi al Pantheon.
Von 1741 bis 1745 erstellte er im Auftrag von Kardinal Angelo Maria Querini Zeichnungen und Stuckdekorationen für das Kirchenschiff von San Marco Evangelista al Campidoglio.
1743 wurde sein Plan für die Umgestaltung der Kathedrale von Sutri, auf Kosten von Carlo Marchionni, angenommen. Dadurch erhielt er ein hohes Ansehen und ermöglichte im Jahr 1744 seine Aufnahme in die Accademia di San Luca, deren Leiter er 1756 und 1769–70 war.
1746 arbeitete er an der Kirche Santa Maria degli Angeli e dei Martiri alle Terme. Er änderte die Ausrichtung des Grundrisses und ließ die Eingänge zu den Querschiffen verschließen und in Kapellen umwandeln. Um Gemälde aus dem Petersdom unterzubringen, ließ er drei der Bögen, die zu den Kapellen führen, ummauern und die Fenster in den Ecken verkleinern.
1756 leitete er die Restaurierung der Kirche Santa Maria dell’Umiltà.
Im Lehen von Nicolò Maria Pallavicini erbaute er die Pfarrkirchen San Leonardo in Civitella Cesi (1747–1756) und San Nicola di Bari in Colonna (1755–1759).
Für die Kathedrale von Rieti zeichnete er 1758 die Entwürfe für das Ziborium der Sakramentskapelle, und zwischen 1763 und 1771 war er am Bau der Kapelle der Heiligen Barbara beteiligt.
Seine beiden Hauptwerke in Rom sind der heute verschwundene Palazzo Bonaccorsi al Corso, den er zwischen 1751 und 1767 renovierte und erweiterte, und die Kirche San Paolo Primo Eremita (1767–1775), die vom Baustil Borrominis inspiriert ist.